# Isotenes miserana
Isotenes miserana (tên tiếng Anh: Orange Fruit Borer) là một loài bướm đêm thuộc họ Tortricidae. Nó được tìm thấy ở Bắc Úc, Queensland, New South Wales và Victoria.
Sải cánh dài khoảng 20 mm.
The larvae are considered a pest for flowers và fruit of a wide variety of agricultural plants và fruit trees, bao gồm Citrus sinensis, Persea americana, Macadamia integrifolia, Litchi chinensis, Vitis vinifera và Morus species.

## Hình ảnh

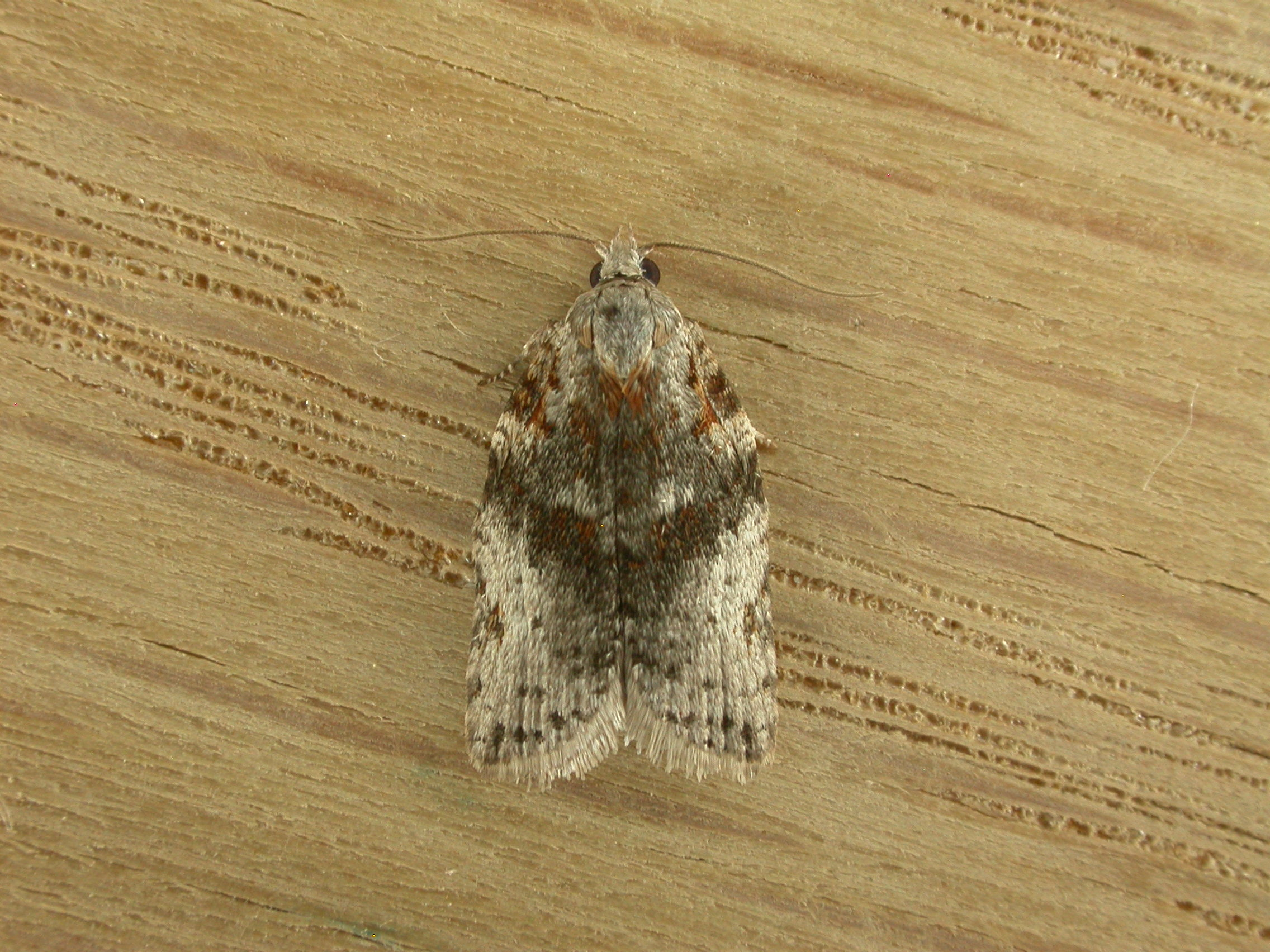
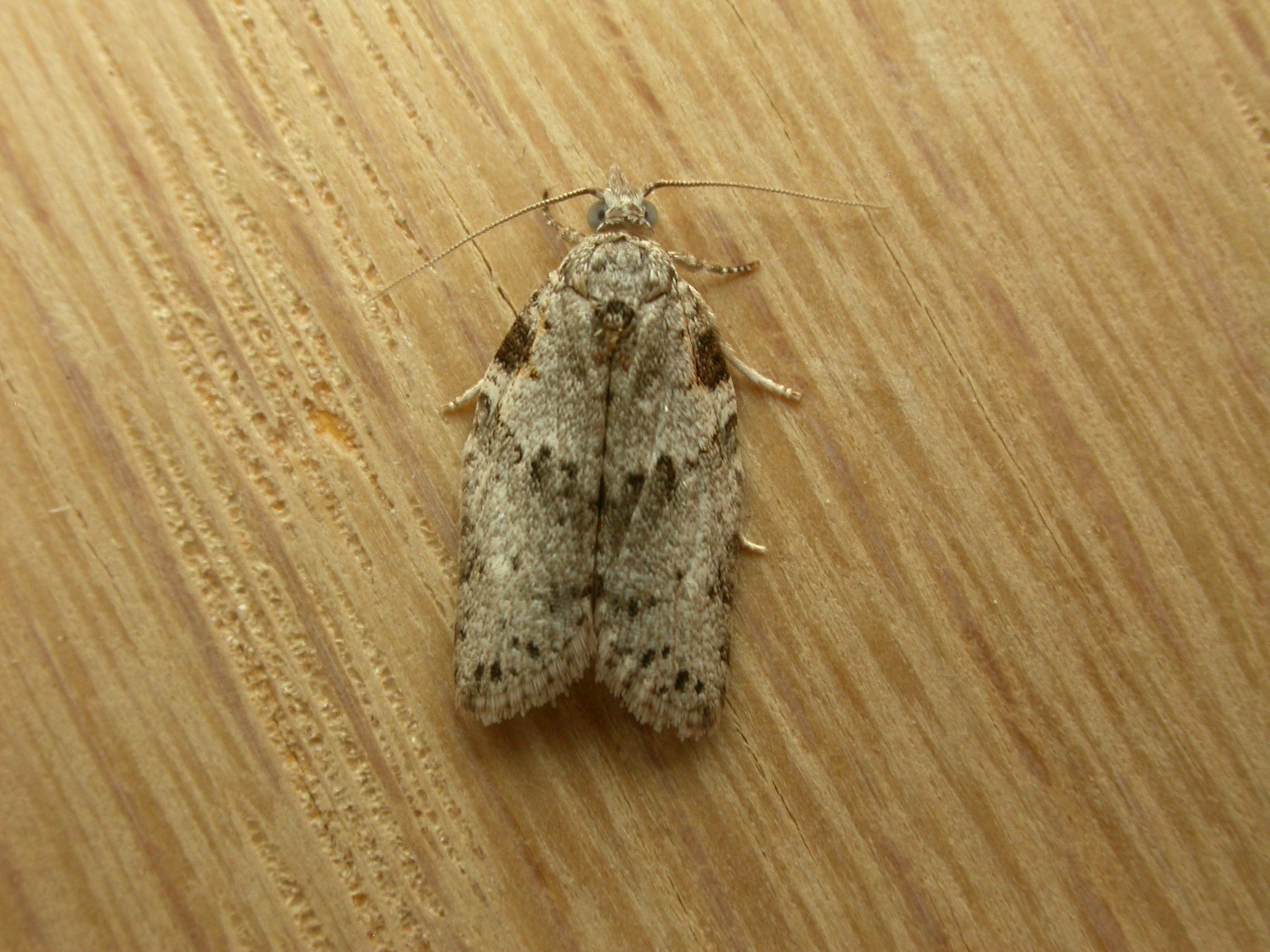